# Conall
Conall, també conegut amb els noms de Canaul mac Tarla (picte) o Conall Caemh mac Teidg (gaèlic), va ser rei dels pictes del 784 al 789 i rei dels escots de Dál Riata del 805 al 807.
La Crònica picta li atribueix a Canaul mac Tarla uns orígens desconeguts, tot i que el nom és clarament d'origen escot. La mateixa crònica diu que va regnar durant un període de 5 anys. La Crònica d'Irlanda indica també el següent:
- 789: "Una batalla entre els pictes en la qual Conall mac Tagd és vençut i s'escapa, i Constantí en surt vencedor".[3]

Pel que fa al seu regnat a Dál Riata els Sincronismes de Flann Mainistreach mostren el regnat de "Dos Conall conjuntament, Conall Caemh i un altre Conall, el seu germà". Per la seva banda el Duan Albanach mencionen el regnat de 24 anys d'un Domnall, altrament desconegut pels analistes. S'ha proposat que els dos reis Conall fossin consecutius: un amb un regnat de 2 anys i l'altre amb un regnat de 4. Els Annals d'Ulster semblen corroborar-ho:
- 807: "La mort de Conall mac Tadg en mans de Conall mac Áedáin a Cenne Tire".[6]

Sembla ser. doncs, que Conall mac Teidg va ser desposseït del tron dels pictes i es va refugiar a Dál Riata, on n'hauria esdevingut també rei. L'altre Conall, el qual controlava Kintyre (Cenne Tire), porta un nom que sembla vincular-lo directament amb Cenél Gabhrain. Potser era un mig germà o un cunyat de Conall mac Tarla, ja que el succeirà al tron dels escots de Dál Riata els següents 4 anys.
Malauradament no es coneixen els lligams d'aquests personatges entre ells i amb la família reial dels escots.